# Purgatory Unleashed - Live at Wacken
Purgatory Unleashed - Live at Wacken är ett livealbum av svenska death metal-bandet At the Gates. Albumet spelades in 2 augusti 2008 på Wacken Open Air i Tyskland och släpptes 22 mars 2010. Förstapressen av CD'n kommer i en slipcase, samt innehåller ett tygmärke och plektrum. Albumet släpptes även i en limiterad upplaga på 2000 exemplar på vinyl i olika färger .

## Låtlista
1. Slaughter of the Soul
2. Cold
3. Terminal Spirit Disease
4. Raped By the Light of Christ
5. Under A Serpent Sun
6. Windows
7. World Of Lies
8. The Burning Darkness
9. The Swarm
10. Forever blind
11. Nausea
12. The Beautiful Wound
13. Unto Others
14. All Life Ends
15. Need
16. Blinded By Fear
17. Suicide Nation
18. Kingdom Gone

## Medverkande

### Bandmedlemmar
- Tomas Lindberg - sång
- Anders Björler - gitarr
- Jonas Björler - bas
- Adrian Erlandsson - trummor
- Martin Larsson - gitarr

## Listplaceringar
| Lista (2010) | Topplacering |
| ------------ | ------------ |
| Grekland     | 25           |